# Дочка лінії метро
«Дочка лінії метро» («La Fille du RER») — французький кінофільм 2009 року, знятий режисером Андре Тешіне на з Емілі Декен і Катрін Денев у головних ролях.

## Сюжет
Дівчина зазнала нападу антисемітів в електричці. Така головна новина у всіх ЗМІ. Франція в шоці. Політичні діячі, різні асоціації моментально вступають у боротьбу та використовують справу у своїх інтересах. Але мало хто знає, що ця новина була заснована на брехні.

## У ролях
- Емілі Декен — Жанна
- Катрін Денев — Луїза
- Мішель Блан — головна роль
- Матьє Демі — Алекс
- Роніт Елкабец — Жюдіт
- Ніколя Дювошель — Франк
- Жеремі Квожебер — Натан
- Джибріл Паваде — Том
- Ален Коші — Маріус
- Рафаеліна Гупійо
- Арно Валуа — Габі
- Бруно Мері — роль другого плану
- Бенуа Соле — роль другого плану
- Шошана Лок — роль другого плану
- Давид Барбас — роль другого плану
- Грегуар Тулеа — епізод
- Женні Рьє — епізод

## Знімальна група
- Режисер — Андре Тешіне
- Сценаристи — Андре Тешіне, Оділь Барські
- Оператор — Жюльєн Ірш
- Композитор — Філіпп Сард
- Художник — Мішель Аббе-Ванньє
- Продюсер — Саїд Бен Саїд